# هانس لست
هانس لست (بالألمانية: Hans List)‏ هو مهندس نمساوي، ولد في 1896 في غراتس في النمسا، وتوفي بنفس المكان في 10 سبتمبر 1996.